# 23 Rosyjsko-Ukraiński Batalion SD
23 Rosyjsko-Ukraiński Batalion Policyjny SD (niem. 23 Schutzmannschafts-Bataillon der SD, ros. 23-й русско-украинский батальон СД), zwany też Batalionem Murawiewa (Bataillon Murawjew) – ochotnicza jednostka policyjna SD złożona z Rosjan, Białorusinów i Ukraińców pod koniec II wojny światowej.

## Historia
Batalion powstał w czerwcu 1944 r. na bazie 101 ukraińskiego Schutzmannschafts-Bataillon. Na jego czele stanął Waffen-Sturmbannführer der SS Więcesław A. Murawiow. Uczestniczył w operacjach antypartyzanckich na okupowanej Białorusi, wchodząc w skład sił Oskara Dirlewangera. W lipcu został przeniesiony do okupowanej Francji, gdzie też zwalczał tamtejszą partyzantkę. W sierpniu część żołnierzy przeszła na stronę Francuzów. We wrześniu batalion wszedł w skład zgrupowania SS "Südwest", działającego na obszarze masywu Vercors. W listopadzie wycofano go do Rzeszy, zaś w styczniu 1945 r. włączono do 77 Pułku Grenadierów SS nowo formowanej 30 Dywizji Grenadierów SS (1 białoruskiej).